# Carl Gustaf von Liewen (1748–1809)
Carl Gustaf von Liewen, född 4 oktober 1748 i Stockholm, död 26 juli 1809 i Stockholm, var en svensk friherre och militär. Han var närvarade vid Gustav III:s statskupp 19 augusti 1772 och skrev senare en redogörelse för händelseförloppet.

## Biografi
Carl Gustaf von Liewen var son till hovmarskalken friherre Carl Gustaf von Liewen och hans maka friherrinnan Ulrika Elenonora Ribbing samt bror till Ulrica Elisabeth von Liewen. von Liewen blev kvartermästare vid Södra skånska kavalleriregementet 20 mars 1757. Han blev rustmästare vid Livgardet 5 augusti 1762 och fänrik vid samma regemente 21 juli 1764. Han blev kapten i fransk tjänst vid regementet Royal Suédois 22 februari 1770 och stannade där till 1772. Han befordrades till löjtnant vid Livgardet 8 juli 1772. En kort tid efter Gustav III:s statskupp 19 augusti 1772 blev von Liewen överste i fransk tjänst vid kavalleriregementet Royal Allemand, vilket skedde 11 september 1772. Bägge franska befattningarna var köpta, och han behövde sålunda inte tillbringa tid vid sitt regemente. Han befordrades till major i svenska armén 13 september 1772.
von Liewen blev kammarherre hos änkedrottningen Lovisa Ulrika 23 november 1774. Han tilltädde befattningen som stabskapten vid Livgardet 3 april 1777 och blev kapten vid regementet 3 maj 1780. 1780 deltog han också i Amerikanska frihetskriget i fransk tjänst. von Liewen blev överstelöjtnant i armén 1 september 1782, därefter överste i armén och överstelöjtnant vid Södermanlands regemente 19 januari 1788. Han deltog i fälttåg i Finland 1789 och 1790 i samband med Gustav III:s ryska krig. von Liewen blev överstelöjtnant vid Kronobergs regemente 18 december 1792, generaladjutant 24 januari 1793 och tog avsked från Kronobergs  regemente 20 december 1792. Han befordrades till generalmajor 2 november 1795.
von Liewen tog avsked ur krigstjänsten 11 april 1805 men återinträdde senare samma år, 19 november 1805, och befordrades till generallöjtnant 12 juli 1806. Under slutet av sin militära karriär var han ordförande i krigshovrätten. När von Liewen dog 1809 var han ogift och med honom utdog denna gren av ätten von Liewen.

## Gustav III:s statskupp
von Liewen skrev i april 1805 ner sin minnen från revolutionsdagen den 19 augusti 1772 då han var löjtnant vid gardet. Han deltog med de övriga officerarna då kung Gustaf III samlade dem i Högvaktsflygelns rapportsal. Efter kungens tal var det Liewen som först bröt tystnaden och utbrast i de välkända orden:
| ” | Vi våga lif och blod til Eders Kongl. Majts-tjenst | „ |

Gustav III ska då genast ha omfatta Liewen och utbrustit på franska
| ” | Je n’oublierais jamais le service, que vous m’avez rendu, vous me prendrez des Ordres que de moi et Comte Hessenstein | „ |

vilket på svenska blir:
| ” | Jag kommer aldrig glömma den tjänst Ni har gjort mig, ni tar emot order från mig eller Greve Hessenstein | „ |

Därefter skrev han under den ed som kungen föreskrev dem. Liewen lade därefter beslag på den ammunition som fanns, och delade ut denna bland manskapet, vilket blev åtta patroner per man. Därefter följde han med sina 70-80 grenadjärer med kungen under dennes ritt genom staden. Han befalldes av kungen att stanna med sin trupp på Gustaf Adolfs torg (då Norrmalmstorg). Liewen fick då även kommando över fyra kanoner med besättning samt order att hindra Upplands regemente att ta sig över Norrbro. Samtliga officerare fick order att endast lyda kungens order. Truppen och Liewen kvarstannade här till den 21 augusti, då man flyttade till Riddarhustorget.
På kvällen den 21 augusti efter att den nya regeringsformen antogs av riksdagen, samlade kungen hela gardet på Gustav Adolfs torg där han avtackade dem för deras hjälp. Natten mot den 22 augusti kallades Liewen åter till kungen, och han utsågs nu till kurir som skulle föra nyheten om revolutionen och den nya regeringsformen till den svenska ambassaden i Paris samt till det franska hovet och kung Ludvig XV.

## Utmärkelser
- Riddare av Svärdsorden - 12 september 1772
- Riddare av franska Militärförtjänstorden - 14 juni 1787
- Kommendör av Svärdsorden - 14 juni 1800.